# Operación ferroviaria Tianjin-Pukou
La Operación ferroviaria Tianjin-Pukou o 津浦線作戦 (desde principios de agosto hasta mediados de noviembre de 1937) fue una operación seguida de la batalla de Beiping-Tianjin del ejército japonés en el norte de China al comienzo de la segunda guerra sino-japonesa, pensada simultáneamente con la Operación Ferroviaria Beiping-Hankou. La Operación Ferroviaria Tientsin-Pukow no fue autorizada por el Cuartel General Imperial. Los japoneses avanzaron siguiendo la línea del ferrocarril Tianjin-Pukou que apunta al río Yangtze sin encontrar mucha resistencia. El avance japonés se detuvo en Jinan en el río Amarillo después de que la mayoría de las fuerzas japonesas participantes fueran redirigidas para la Batalla de Taiyuan y reemplazadas por partes de la recién formada 109.ª División.

## Consecuencias
Después del estancamiento en el río Amarillo desde noviembre de 1937 hasta marzo de 1938, se reanudaron los combates que dieron dando como resultado la batalla de Xuzhou.